# Johan Furstner
Johannes Theodorus Furstner (Amsterdam, 16 januari 1887 – Den Haag, 15 september 1970) was minister van Marine tijdens de Tweede Wereldoorlog in het kabinet-Gerbrandy II. 
Furstner was een theoreticus op marinegebied. Hij werd opgeleid aan de Hogere Krijgsschool en de Franse École supérieure de guerre. Hij had weinig op met het vooroorlogse partijwezen en was medeoprichter van het Verbond Nationaal Herstel. In mei 1940 was hij zeer ontdaan en verontwaardigd over het vertrek van het kabinet naar Londen. Hij combineerde het ministerschap van Marine met de functie van bevelhebber van de marine. Na de oorlog was hij ruim 17 jaar lid van de Raad van State.

## Jeugd en opleiding
Johan Furstner werd in 1887 geboren in Amsterdam, waar hij ook de H.B.S. volgde. Hij kreeg ook middelbaar onderwijs aan het Instituut "Wullings" te Voorschoten. Van 1902 tot 1906 volgde hij een officiersopleiding aan het Koninklijk Instituut voor de Marine (KIM) te Willemsoord. 

## Officier bij de Koninklijke Marine voor de Tweede Wereldoorlog

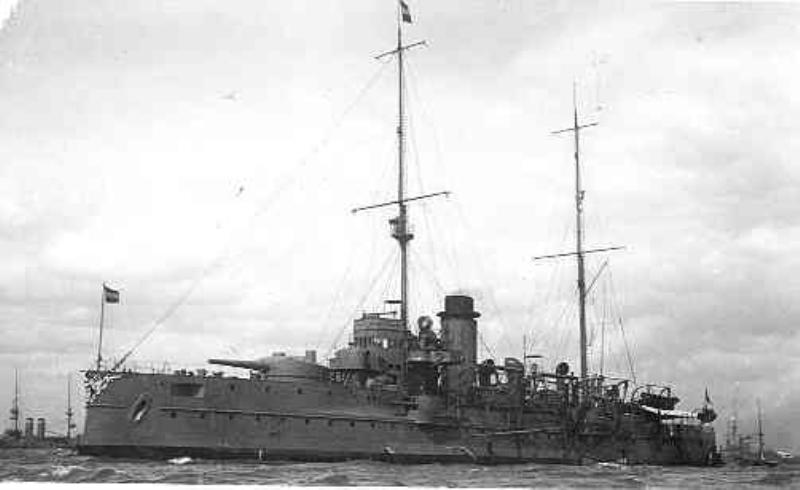
Hr.Ms. Jacob van Heemskerck (1908)

Vanaf 16 september 1908 tot 1918 was Furstner zeeofficier in Nederlands-Indië. Daarna volgde hij tot 1920 een opleiding aan de Hogere Marine Krijgsschool te Den Haag. In 1918 gaf hij ook al enige tijd les aan de Hogere Krijgsschool.
Van 1925 tot 1927 voer hij als artillerie-officier op de lichte kruiser "Java" te Nederlands-Indië.
In de periode 1927-1928 volgde hij een voortgezette marine-theoretische studie aan de École supérieure de guerre te Parijs (brevet d'officier d'etat major).
Vanaf 1929 was hij eerste officier van het pantserschip Jacob van Heemskerck.
In 1930 werd hij directeur van de Hogere Marine Krijgsschool en vanaf 1935 commandant van het pantserschip Hertog Hendrik. Hij was q.q. lid van de Commissie voor Physische Strijdmiddelen (CvPhS). Vanaf 1936 maakte hij deel uit van de Marinetop; van 1 januari 1936 tot september 1939 als Chef Marinestaf (met bevordering tot schout-bij-nacht) en vanaf 1939 in de nieuw ingestelde functie van Bevelhebber der Zeestrijdkrachten.
In deze periode had Furstner weinig op met het (politieke) partijwezen in Nederland en was hij in 1932 medeoprichter van het Verbond Nationaal Herstel geweest. Waarschijnlijk distantieerde hij zich daarvan, zodra de gekozen partijkoers hem niet meer beviel.

## Tweede Wereldoorlog

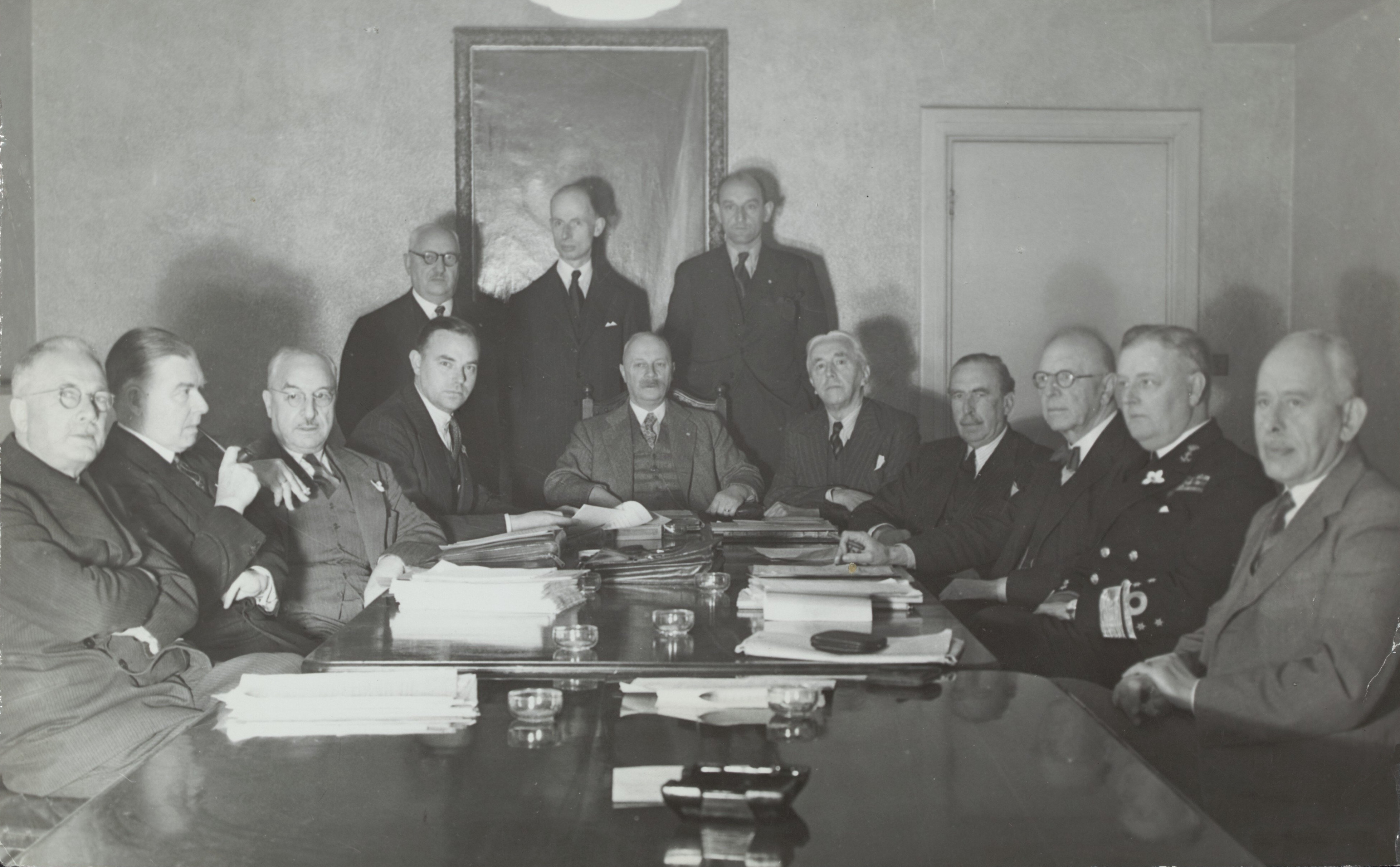
Furstner (tweede van rechts) in het Kabinet Gerbrandy II te Londen, 1944

Bij de Duitse inval in Nederland in mei 1940 week Furstner vanuit Scheveningen met zijn staf uit naar Engeland, maar hij was zeer ontdaan en verontwaardigd over het besluit van het kabinet om naar Londen te vertrekken. Op 27 juli 1941 werd hij minister van Marine. Onder zijn leiding werd belangrijk werk gedaan voor de aanvulling van personeel en materieel voor de Koninklijke Marine en de voorbereiding van de wederopbouw van de Nederlandse zeemacht na de Tweede Wereldoorlog. Tegen het eind van de oorlog, in 23 februari 1945, legde hij zijn ministersfunctie neer. 
Op 15 februari 1942 was Furstner bevorderd tot luitenant-admiraal, een rang die in Nederland hoogst zelden voorkomt.

## Na de Tweede Wereldoorlog
Hij was bestuurslid van het Nationaal Comité Handhaving Rijkseenheid tegen de onafhankelijkheid van Indonesië. Van 4 september 1945 tot 1 januari 1963 was Furstner lid van de Raad van State. Hij was daar lid van de afdelingen Algemene zaken, Defensie (Oorlog), Scheepvaart, Financiën, Sociale Zaken, Marine, Verkeer en Buitenlandse Zaken.

## Kritische noten van journalist Henri van der Zee
De journalist Henri van der Zee beschrijft Furstner in zijn boek 'In ballingschap', over de Nederlandse kolonie in Engeland' (de Bezige Bij, 2005 ISBN 9023417399), als een autoritaire en arrogante militair met een gebrek aan tact die niet anders dan op de genoemde wijze met zijn ondergeschikten kon omgaan, citaat: (p. 230) 'Wat veel kwaad bloed zette bij de marine was Furstners gebrek aan belangstelling voor zijn mensen'.
Koningin Wilhelmina benoemde hem na het vertrek van de Minister van Defensie Dijxhoorn tot Minister van Marine maar had daar al snel spijt van. Van Wilhelmina's kritiek dat hij zijn manschappen nooit bezocht, in tegenstelling tot de bevelhebbers van de Britse Marine, trok hij zich niets aan. 
Ook ging hij gemakkelijk met staatsgeld om, zo huurde hij een landhuis bij Londen voor 3000 pond per jaar en liet hij zich bedienen door vijf militairen wat 2500 pond per jaar kostte. Furstner plaatste dit alles op de begroting van de Marine (p.230). Al in 1942 werd hij door de Buitengewone Rekenkamer op de vingers getikt die de financiële uitgaven voor hem en zijn officieren 'in strijd achtte met de noodzakelijke soberheid en met de verarming waarin het Nederlandse volk verkeerde'. Vergelijking: minister Van Kleffens verdiende 45 pond/maand (+onkostenvergoeding).
Op pag. 222 en 223 vertelt van der Zee hoe de Engelandvaarder Dogger en Tazelaar werden afgeblaft toen zij hun opwachting maakten bij Furstner. De opmerking van Tazelaar dat zij ('Contact Hol: Krediet, Tazelaar en Hazelhoff Roelfzema) in opdracht van de Koningin (Wilhelmina) hadden gewerkt leverde op: (citaat, p. 223) 'beet hij hem (Tazelaar) toe dat hij daar niets mee te maken had', 'de Koningin tekent de stukken, wij regeren'.

## Onderscheidingen en Eerbewijzen
Binnenland, onder meer:
- Ridder in de Orde van de Nederlandse Leeuw  (NL.2)
- Officier in de  Orde van Oranje-Nassau  (ON.4)
- Mobilisatiekruis 1914-1918 (Mk)
- Officierskruis voor 30 jaar trouwe dienst (XXX)

Buitenland
- Lid in de Orde van het Bad (Groot-Brittannië)
- Grootkruis in de Kroonorde (België)
- Officier in de Orde van het Zwaard (Zweden)

## Publicaties
- artikelen in het "Marineblad" en het orgaan van de Vereniging voor Krijgswetenschappen

## Algemene bronnen
- Bosscher, Dr.Ph.M. Biografisch Woordenboek van Nederland, vol.2
- Bosscher, Dr.Ph.M. De Koninklijke Marine in de Tweede Wereldoorlog, alle delen, T.Wever, Franeker
- Eekhout, Luc (1992) Het admiralenboek. De vlagofficieren van de Nederlandse marine, 1382-1991, Amsterdam
- Kersten, Albert (1981) Buitenlandse Zaken in ballingschap, A.W. Sijthoff, Alphen aan de Rijn
- Neuman, H.J. (1990) Impasse te Londen, Veen Uitgevers, Utrecht/Antwerpen
- Persoonlijkheden in het Koninkrijk der Nederlanden in woord en beeld (1938)
- Raven G.J.A. samenst.(1990), Inventaris van het persoonlijk archief van luitenant-admiraal J.Th. Furstner, 1932-1968
- Vos van Steenwijk, Mr.A.N. Baron de, vice-admiraal b.d. (1986) Het marinebeleid in de Tweede Wereldoorlog, de Bataafse Leeuw, Amsterdam/Dieren